# Baia de Criș
Baia de Criș (Hongaars: Körösbánya) is een gemeente en dorp in de regio Transsylvanië, in het Roemeense district Hunedoara. Het dorp ligt langs de rivier de Crișul, 8 km ten noordwesten van Brad.
Baia de Criș was een centrum van goudwinning gedurende de tijden van de Daciërs en Romeinen. De plaats was de hoofdplaats van het voormalige comitaat Zaránd. Het dorp bezit kolenmijnen en boomgaarden. In het dorp staat een monument van Avram Iancu en een beeld van C. Medrea, alsook een plaquette op het huis waar hij stierf op 10 september 1872.
In het dorp staat een Franciscaner klooster met bijbehorende kerk en ook een Hongaars Gereformeerd kerkje. Beide monumenten zijn de overblijfselen van de Hongaarse gemeenschap. In 2002 woonden er nog 11 Hongaren, in 2011 verklaarden nog 4 personen zich Hongaar bij de volkstelling. Hoopvol voor het klooster is dat de stichting van Csaba Böjte het gebouw onder beheer heeft gekregen en dit instand houdt als gasthuis voor toeristen.